# لو دونغ شينغ
لودو نيو جينشنغ (مواليد 16 أبريل 1908 - 16 نوفمبر 1945) (بالصينية: 卢冬生) الذي ولد في مقاطعة شيانغتان بمحافظة خونان، كان القائد الصيني لشركة المسدس بمقر الجيش الأحمر الرابع، قائد الكتيبة من مجموعة المسدس، قائد الكتيبة من كتيبة الحراسة للجيش الأحمر الثاني، قائد الفوج السابع والعشرين من الفرقة السابعة من الجيش الأحمر الثالث، المفوض السياسي للشعبة المستقلة في خونان ومنطقة هوبيي، وقائد الفرقة الرابعة للجيش الأحمر الثاني، وقائد القوة 358 التابع للشعبة 120 من جيش الطريق الثامن وقائد قيادة سونغ جيانغ العسكرية للجيش الشعبي لشمال شرق البلاد. قُتل لو دونغ من قبل اثنين من الجنود السوفياتيين في مدينة هاربن سنة 1945.

## صور

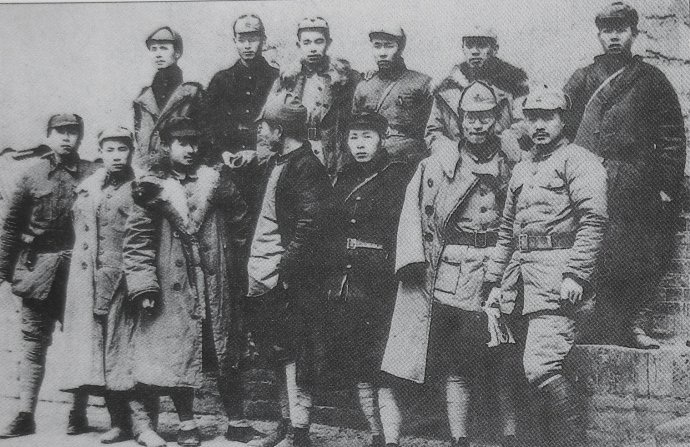
صورة لأعضاء قادة الجيش الأحمر الثاني، لو دونغ شينغ في الخلف على اليسار